# 劉瓛 (成化進士)
劉瓛（1444年—1515年），字廷珍，山東濟南衛軍籍，江西吉安府安福縣人，明朝政治人物。

## 生平
成化四年（1468年）戊子科山東鄉試第一名舉人（解元），五年（1469年）己丑科三甲第一百五十八名進士。授刑部主事，升員外郎、郎中，升大理寺左寺丞，謫連州知州，升蘇州府同知、河南府知府，弘治九年（1496年）二月升陝西布政使司左參政，十一月任都察院右僉都御史、巡撫大同，十一年（1498年）被兵科給事中吳世忠論劾，十二年（1499年）二月改大理寺左少卿，正德二年（1507年）任都察院左僉都御史、巡撫遼東，升右副都御史，十年（1515年）七月卒。

## 家族
曾祖劉彥莊；祖父劉道生；父劉文華。